# The Lumineers
The Lumineers jsou americká folkrocková hudební skupina z Denveru v Coloradu. Zakládajícími členy jsou Wesley Schultz a Jeremiah Fraites, k nimž se postupně přidali další hudebníci. Skupina existuje od roku 2002. Debutovala v roce 2012 se stejnojmenným albem, díky němuž byla nominována ve dvou kategoriích na Grammy Award. V dubnu 2016 vydali své druhé studiové album Cleopatra.

## Diskografie
- The Lumineers (2012)
- Cleopatra (2016)
- III (2019)
- Brightside (2022)
- Automatic (2025)